# Billy Strayhorn

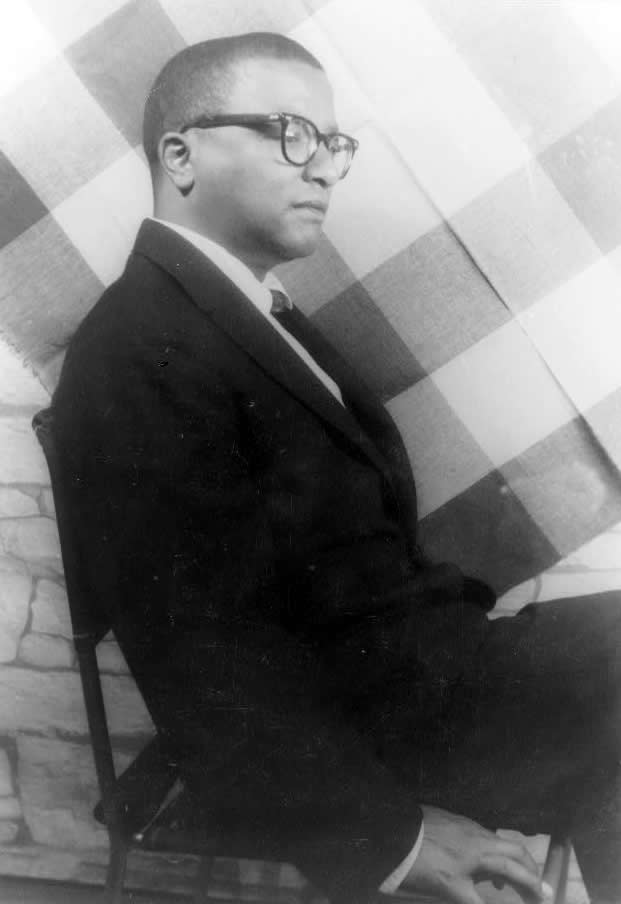
Billy Strayhorn, 1958.

William Thomas "Billy" Strayhorn, född 29 november 1915 i Dayton, Ohio, död 31 maj 1967 i New York, var en amerikansk pianist, arrangör och kompositör.
Billy Strayhorn är mest känd för sitt framgångsrika samarbete under två decennier med Duke Ellington. Bland hans kompositioner kan nämnas "Chelsea Bridge", "Take the "A" Train" och "Lush Life".